# Eberhard Jäckel
Eberhard Jäckel (ur. 29 czerwca 1929 w Wesermünde, zm. 15 sierpnia 2017 w Stuttgarcie) – niemiecki historyk, członek zagraniczny Polskiej Akademii Nauk od 1997.
Studiował historię, filologię klasyczną i prawo publiczne w Getyndze, Tybindze. Doktorat z filozofii uzyskał w 1955 na Uniwersytecie we Fryburgu, a w 1961 uzyskał tytuł profesora na podstawie pracy "Francja w Europie Hitlera" w Kilonii. W 1967 został mianowany profesorem zwyczajnym historii nowożytnej na Uniwersytecie w Stuttgarcie gdzie pracował do emerytury przez 30 lat. Został odznaczony Federalnym Krzyżem Zasługi
Książki tłumaczone na polski:
- Hitlera pogląd na świat 1969
- Panowanie Hitlera. Spełnienie światopoglądu 1989, ISBN 83-04-03217-1